# Џопа (Алабама)
Џопа (енгл. Joppa) насељено је место без административног статуса у америчкој савезној држави Алабама.

## Демографија
По попису из 2010. године број становника је 501.
| Група             | 2000.    | 2010.       |
| Белци             | 0 (0,0%) | 391 (78,0%) |
| Афроамериканци    | 0 (0,0%) | 1 (0,2%)    |
| Азијати           | 0 (0,0%) | 0 (0,0%)    |
| Хиспаноамериканци | 0 (0,0%) | 86 (17,2%)  |
| Укупно            | 0        | 501         |